# Miside
Miside, i marknadsföring skrivet MiSide, är ett äventyrsdatorspel med skräckelement i anime-stil från de ryska indieutvecklarna AIHASTO. Betaversionen av spelet släpptes den 18 augusti 2023, och den officiella releasen ägde rum den 11 december 2024. Enligt Miside handling rör sig huvudpersonen in i ett mobilspel om en tjej som heter Mita.

## Gameplay
Huvuddelen av spelet är ett förstapersonsäventyr i en simulering. Handlingen utspelar sig i Mitas virtuella lägenhet i olika versioner av spelet, såväl som anomala platser och områden bortom gränserna för "spelkartan". Spelaren utforskar mobilspelets virtuella värld, löser pussel, manipulerar objekt. Miside har en mängd olika minispel som sidoaktiviteter: i vissa av dem tävlar huvudpersonen med Mitami, medan han i andra spelar ensam (till exempel spelautomater). Allt eftersom handlingen fortskrider ersätts att utforska rum och slutföra enkla uppgifter av smyg och skräck 
I Misides värld finns det olika versioner av Mita, alla med olika utseende och egen karaktär. Att bryta den fjärde väggen används aktivt som ett narrativt element.
I framtiden planeras ett fullfjädrat fredsläge, som kommer att aktiveras om spelaren bestämmer sig för att stanna inne i spelet trots alla konstigheterna med Mita. Det är för närvarande under utveckling.